# Ipratrópio
O ipratrópio ou brometo de ipratrópio na forma monoidratada, vendido sob a denominação comercial Atrovent, por exemplo, é um medicamento anticolinérgico derivado da atropina e administrado por via de inalação como coadjuvante na broncodilatação para o tratamento de asma, bronquite e doença pulmonar obstrutiva crónica. É usado como inalador ou nebulizador. Com o início de ação de, normalmente, 15 a 30 minutos, dura entre três a cinco horas.
Os efeitos colaterais mais comuns incluem boca seca, tosse e inflamação das vias respiratórias. Os efeitos colaterais potencialmente graves estão associados à retenção urinária, agravamento de espasmos das vias aéreas e uma forte reação alérgica. Parece não ser prejudicial à gravidez e período de amamentação. O ipratrópio é um anticolinérgico e antagonista muscarínico cuja função permite reduzir a tensão dos músculos lisos.
O brometo de ipratrópio foi desenvolvido na Alemanha em 1976, e aprovado para uso médico nos Estados Unidos em 1986. Consta na Lista de Medicamentos Essenciais da Organização Mundial de Saúde, os mais importantes medicamentos necessários num sistema básico de saúde. O ipratropium encontra-se disponível como medicamento genérico. Com preço grossista no mundo em desenvolvimento de cerca de 6,60 dólares por cada 200 inaladores de dose calibrada. Nos Estados Unidos um mês sob a medicação varia entre 100 e 200 dólares.

## Mecanismo de ação
O ipratrópio atua bloqueando os receptores muscarínicos no pulmão, inibindo a broncoconstrição e a produção de muco nas vias aéreas. É um bloqueador muscarínico não seletivo e não se difunde no sangue, o que previne a aparição de efeitos colaterais sistêmicos. O ipratrópio é um derivado sintético da atropina, porém é uma amina quartenária, assim não atravessa a barreira hemato-encefálica, prevenindo reações adversas no sistema nervoso central (a síndrome do anticolinérgico).

## Usos clínicos
O brometo de ipratrópio inalado manifesta efeitos broncodilatadores, melhorando a capacidade respiratória de pacientes com doenças pulmonares obstrutivas crónicas e a sua tolerância ao exercício. A melhora respiratória da dispnéia, característica destas doenças pulmonares em particular, é possível incluindo nos pacientes com estados avançados de DPOC.
O ipratrópio pode ser combinado com o salbutamol ou o fenoterol para o tratamento da asma ou outras doenças obstrutivas, especialmente em indivíduos que deixaram de responder a um só medicamento. Seus efeitos secundários são semelhantes aos outros anticolinérgicos.
Na asma infantil, a combinação de ipratrópio, salbutamol e budesonida, duas vezes por cinco dias, resulta efetivamente na melhora dos sintomas.